# Bohuslav III. ze Švamberka
Bohuslav III. ze Švamberka († 1379/1380?) byl český šlechtic z rodu pánů ze Švamberka a významný státní úředník.

## Život
Kdy se Bohuslav III. narodil, není jisté. Jeho otcem byl Bohuslav II. ze Švamberka, který měl dalšího syna Ratmíra IV. ze Švamberka. Sám Bohuslav používal přídomky ze Švamberka nebo z Krasíkova a výjimečně z Boru. Oženil se s Annou z Dubé, se kterou měl čtyři děti: Ratmíra V., Buška (Bohuslava IV.), Bohuslava V. a Jana I. Bohuslav III. zemřel koncem roku 1379 nebo na počátku roku 1380.
Bohuslav zastával řadu úřadů a výrazně rozšířil rodový majetek. Roku 1350 byl přísedícím zemského soudu, o rok později je uváděn jako přísedící dvorského soudu, v letech 1358–1366 zastával funkci královského hejtmana a sudího Chebska a později také úřad nejvyššího zemského komorníka.
Kromě Švamberka mu patřil hrad Bor a nějakou dobu nejspíše i Mitervald. Podle patronátních práv k farám, která byla vázána na majetek, tvořily po určitou dobu jeho majetek také vsi nebo částí vsí Domaslav, Skviřín, Lestkov, Čeliv, Lhota pod Radčem, Černošín, Vejprnice, Spálené Poříčí, Chodová Planá, Volduchy a Ptyč. Od roku 1365 mu náležela část daní z Tachova a od roku 1366 také plat ve výši 64 kop grošů z Plzně, který jeho rod dostával téměř sto let. Když se roku 1379 vybírala královská berně, zaplatil celkem 88 a půl hřivny (tj. přes dvacet kilogramů) stříbra, což z něj dělalo nejbohatšího šlechtice v plzeňském kraji.